# Sassenpoort
Sassenpoort (Poarta Sașilor) este un monument istoric din Zwolle. Edificiul a fost inclus în anul 1990 în topul 100 al monumentelor din Țările de Jos.
1. 1 2   https://monumentenbezit.nl/monumenten/sassenpoort/, accesat în 1 februarie 2025 Lipsește sau este vid: |title= (ajutor)